# Polotok Guajira
Polotok Guajira [gwaˈxiɾa, gwaˈhiɾa] (špansko Peninsula de La Guajira, v glavnem v besedilih kolonialnega obdobja se piše tudi Goajira) je polotok v severni Kolumbiji in severozahodni Venezueli v Karibih. Je najsevernejši polotok v Južni Ameriki in ima površino 25.000 km², ki se razteza od zaliva Manaure (Kolumbija) do Calabozo Ensenada v Venezuelskem zalivu (Venezuela) in od Karibov do gorovja Serranía del Perijá.
Je del ekoregije vegetacije sušnih območij imenovana Karibska puščavska pregrada (špansko Barrera desértica del Caribe).
Leta 1891 je bil predmet zgodovinskega spora med Venezuelo in Kolumbijo, arbitraža pa je bila dodeljena slednji in združen z departmajem Magdalena. Danes je večina ozemlja del Kolumbije, zaradi česar je del departmaja La Guajira. Preostali pas je del venezuelske države Zulia. Najsevernejši del polotoka se imenuje Punta Gallinas (12° 28´ S) in velja tudi za najsevernejši del celinske Južne Amerike.

## Podnebje
Pokrajina Guajire je zelo slikovita, s širokimi puščavskimi ravnicami in zelenimi, meglenimi gorami. Dnevna temperatura je na ravnicah zelo visoka, v gorah pa je bolj zmerna.
Regija sprejema tok pasatov s severne poloble. Severovzhodna obala Venezuele in Antili so poraščeni z grmičevjem Guajira-Barranquilla. Pasati povzročajo oživitev globokih obalnih voda in naredijo morje bogatejše z živimi vrstami na zahodni strani polotoka. Severovzhodni bok gorovja Sierra Nevada de Santa Marta deluje kot ovira, ki povzroča obilne padavine v njenih stepah in tvori povirje reke Ranchería, edine večje reke na tem območju. Podnebje in vegetacija se spreminjata od juga proti severu, kar predstavlja hipervlažno vreme v džungli na južnem delu (s 3000 mm padavin na leto) do puščavskih območij na severu (300 mm na leto).
Na severnem območju majhno območje gora, znano kot Macuira, sega do 900 m nadmorske višine; ujame nekatere pasate in tvori meglo. Večina gorovja je zaščiteno območje, imenovano Narodni naravni park Macuira. V bližini je tudi 80 km² veliko Svetišče za živalstvo in floro plamencev (Santuario de Fauna y Flora los Flamencos).

## Ekosistemi in pokrajina
Tropski in subtropski vlažni širokolistni gozdovi Macuire in Sierra Nevada de Santa Marta ter tisti, ki so se razvili na aluvialni ravnici reke Ranchería, ki izvira v slednji in se izliva v okrožju Riohacha, so v nasprotju s sušno pokrajino kserične, trnaste, počasne vegetacije, ki prevladuje na večini polotoka.
Razrezana je z neštetimi hudourniškimi, kratkotrajnimi potoki, od katerih imajo mnogi naravne ali izboljšane vodne usedline, imenovane jagüeyes, ki se uporabljajo za domačo porabo in za napajanje živine; višja vlažnost omogoča, da se na njenem obrobju razcvetijo zaplate bujnejše vegetacije, nekaj podobnega kot v afriških vadijih Magreba, Sahela in Sahare ter v tistih v Mali Aziji, čeprav se ta izraz ne uporablja v Južni Ameriki.
V bližini rečnega ustja potoki tvorijo lagune in močvirja, ki jih ob morju obkrožajo mangrove in so razporejene v greben vzdolž zahodne obale polotoka. Visoka produktivnost in raznolikost vrst rib, rakov, mehkužcev itd. v kompleksu obalno-mangrove-močvirje-lagune sta tudi habitat velikega števila selivskih in rezidenčnih vodnih vrst ptic. Množica plamencev Phoenicopterus ruber, so dali ime 80 kvadratnih kilometrov zaščitenega naravnega območja: Santuario de fauna y flora los Flamencos.

## Raba virov
La Guajira in podobne sektorje v severozahodni Venezueli so že od predkolumbovskih časov naseljevali domorodci etnične skupine Wayú, ki so se za razliko od mnogih drugih avtohtonih skupin v Južni Ameriki upirali evropskim osvajanjem in prevladi ter so uspeli ohraniti svoj jezik in številne običaje in kulturne manifestacije, čeprav so bile prisvojene in ponotranjene tudi številne evropske prakse. Najpomembnejša med njimi je vzreja in izkoriščanje ovac, koz in konj, ki so s svojo selektivno prehrano nepovratno spremenili pokrajino Guajiro in izrinili avtohtone rastlinojede živali (med drugim jelene, tapirje).
Jugozahodna polotoška pokrajina Padilla je bila sedež od kolonije bele in mestiške populacije, bolj sorodne evropski kulturi; ta proizvodni sistem izkorišča bogato zemljo in najbolj mehko podnebje aluvialne ravnice Ranchería z ekstenzivnim kmetijstvom (riž, sezam, bombaž ...) in živinorejo, ta proizvodni sistem se razteza na jugu in zahodu, skozi doline reke Ariguaní in Cesar do bregov reke Magdalene.
Industrijsko izkoriščanje obsežnih nahajališč premoga na celini ter zemeljskega plina in nafte v obalnem območju je od 1980-ih privabilo prebivalstvo iz drugih regij kolumbijskih Karibov in iz notranjosti države. Ta rast je nedvomno pustila globoke sledi ne le v pokrajini, ampak tudi v kulturi.
Priljubljena ekoturistična destinacija na tem območju je Cabo de la Vela, rt in vas na polotoku na strani Kolumbije.

## Misijonska zgodovina
Misijon Goajira so od leta 1880 vzdrževali bratje kapucini. Papež Pij X. ga je 17. januarja 1905 povzdignil v apostolski vikariat, odvisen od Kongregacije za izredne cerkvene zadeve. Mgr Attanasio Maria Vincenzo Soler-Royo, O.F.M. Cap., je bil 18. aprila 1907 imenovan v vikariat za naslovnega škofa Citarizuma. Misijonarji so v začetku 20. stoletja prebivalce tega območja opisovali kot:
 »visoki in dobro narejeni. Prej so bili zelo neustavljivi, toda kapucini, ki so bili zadolženi za katoliške misijone, so imeli nanje velik vpliv in veliko število jih je bilo spreobrnjenih. Glavna mesta so Paraguaipoa, Calabacito, Maricha, Marocaso in Soldado.« 
Kapucini so ustanovili tri velike sirotišnice, kjer so otroke Wayuu izobraževali v katolištvu, španščini in evropski kulturi. V 21. stoletju vlada ne zahteva več katoliške izobrazbe za domorodna ljudstva. Dovoljeno jim je, da svoje otroke izobražujejo v tradiciji in jeziku Wayuu (Wayuunaiki).
V romanu Papillon (1970) Henri Charrière piše:
 »Indijanci Goajira so pomorščaki, ki nabirajo bisere. Njihovo primarno prehrano naj bi sestavljale ribe, želvje meso, želvja jajčeca in veliki zeleni kuščarji, najverjetneje iguane. Moški in ženske so oblečeni le v napenjalo, ki pokriva njihovo mednožje.«
Ženske nosijo obleke iz tkanega bombaža; moški pa pogosto nosijo srajce in hlače, da zaščitijo svoje noge pred puščavskimi vetrovi in rastlinami.

## Galerija
- Hiše na kolih v laguni Sinamaica, Guajira, Venezuela.
- Puerto Bolívar (La Guajira), Uribia, Kolumbija.
- Mangrove v mestu Guajira, Venezuela.
- Cabo de la Vela, Uribia, Kolumbija.
- Cerkev San José, Paraguaipoa, Guajira, Venezuela.
- Jez in reka - jez El Cercado
- Stolnica Marije od zdravil, Riohacha, Kolumbija.